# Karine Elharrar

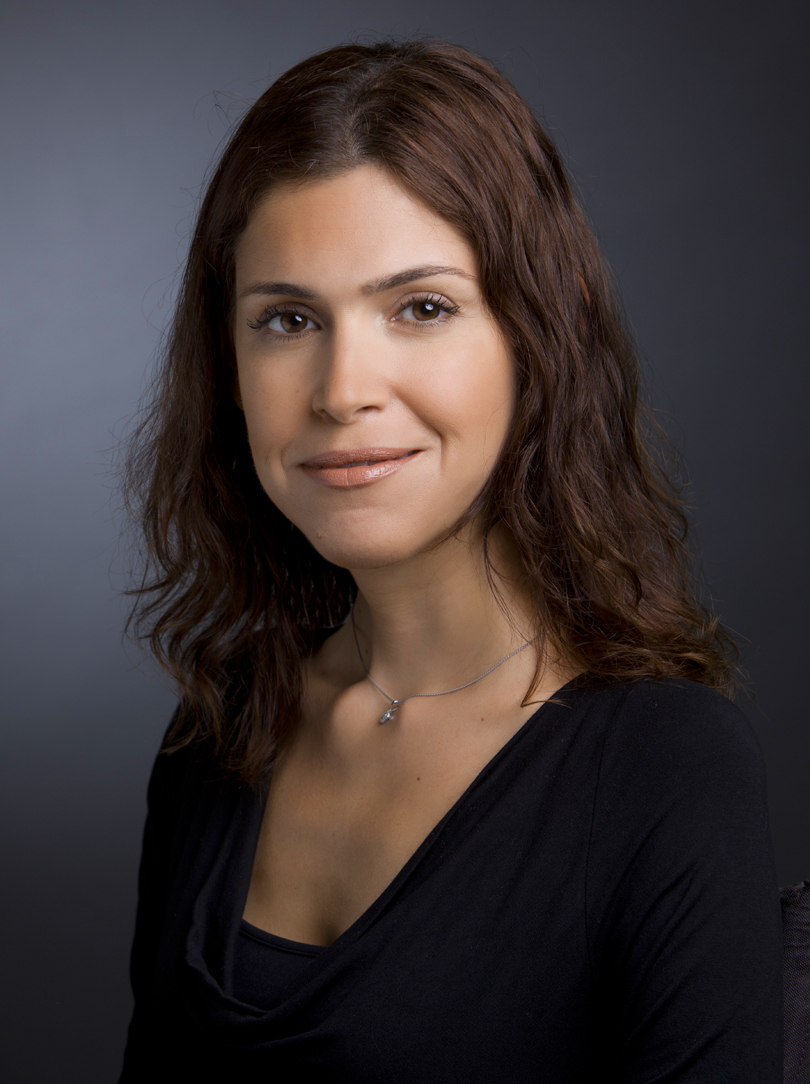
Karine Elharrar (2012)

Karine Elharrar (hebräisch קארין אלהרר; * 9. Oktober 1977 in Kirjat Ono, Bezirk Tel Aviv) ist eine israelische Politikerin der Partei Jesch Atid. Sie war von Juni 2021 bis Dezember 2022 Ministerin für Energie und Wasserversorgung.

## Leben
Elharrar studierte Rechtswissenschaften am College of Management Academic Studies in Rischon LeZion, 2000 wurde sie als Rechtsanwältin zugelassen. Von 2003 bis 2005 lehrte sie selbst Jura am College of Management. Ein postgraduales Studium an der American University in Washington, D.C. schloss sie 2006 mit einem Master of Laws (LL.M.) ab. Anschließend arbeitete sie an der Rechtsberatungsstelle für Menschen mit Behinderung an der Bar-Ilan-Universität und leitete von 2008 and 2013 die Rechtsberatungsstellen der Universität.
Seit 2013 ist Elharrar Abgeordnete in der Knesset. In der 18. Legislaturperiode (2013–2015) war sie Vorsitzende des Sonderausschusses für die Beratung des Gesetzes über den öffentlichen Rundfunk. In der 19. Legislaturperiode (2015–2019) stand sie dem Knessetausschuss für Rechnungsprüfung vor. Nach der Parlamentswahl im März 2021 wurde Elharrar im Juni 2021 zur Energieministerin im Kabinett Bennett-Lapid ernannt. Dieses Amt hatte sie bis zum Regierungswechsel im Dezember 2022 inne.
Sie leidet an Muskeldystrophie und ist deshalb auf einen Rollstuhl angewiesen.